# 勞根筆石
勞根筆石（學名：Loganograptus），又名勞氏筆石，是正筆石目下的一屬筆石，生存於奧陶紀海洋深處，是一種群居性浮游生物。

## 特徵
勞根筆石群體的體型較大，在胎管處迅速分開的兩叉分成一個有16條均勻分散的枝的群體，群體上每1微米有1個簡單的胞管。

## 外部連結
- Loganograptus in the Paleobiology Database